# Löyöp
Le löyöp [løjøp] (autrefois désigné comme lehalurup) est une langue parlée par environ 240 personnes dans l’est de l’île Ureparapara, dans les îles Banks, au nord du Vanuatu.
Comme toutes les langues autochtones du Vanuatu, le löyöp appartient au groupe des langues océaniennes, lui-même une branche de la grande famille des langues austronésiennes.

## Histoire
Le löyöp était autrefois parlé dans les îles Rowa, un atoll aujourd’hui inhabité dont la population a été évacuée vers la côte est d’Ureparapara à la suite d'un cyclone dans les années 1950. Le löyöp a supplanté le nto, dialecte parlé auparavant sur la côte est.

## Phonologie
Les conventions orthographiques utilisées pour écrire le löyöp sont présentées dans les tableaux ci-dessous, à côté du symbole en alphabet phonétique international.

### Voyelles
Le löyöp a dix voyelles et une diphtongue,.
|             | Antérieures   | Centrales | Postérieures |
| ----------- | ------------- | --------- | ------------ |
| Fermées     | /i/ i • /y/ u |           |              |
| Mi-fermées  | /ɪ/ ē • /ø/ ö |           | /ʊ/ ō        |
| Mi-ouvertes | /ɛ/ e • /œ/ ë |           | /ɔ/ o        |
| Pré-ouverte | /æ/ ä         |           |              |
| Ouvertes    |               | /a/ a     |              |

La diphtongue est /i͡ɛ/, orthographiée ye.

### Consonnes
Le löyöp possède 16 phonèmes consonantiques. Il présente la particularité d’avoir des consonnes labiales-vélaires avec un relâchement spirant en [w].
|                               | Labio-vélaires | Bilabiales | Alvéolaires | Post-alvéolaire | Vélaires |
| ----------------------------- | -------------- | ---------- | ----------- | --------------- | -------- |
| Occlusives sourdes            | /k͡pʷ/ q        | /p/ p      | /t/ t       | /t͡ʃ/ j          | /k/ k    |
| Occlusive sonore prénasalisée |                |            | /ⁿd/ d      |                 |          |
| Fricatives                    |                | /v/ v      |             | /s/ s           | /ɣ/ g    |
| Nasales                       | /ŋ͡mʷ/ m̄        | /m/ m      | /n/ n       |                 | /ŋ/ n̄    |
| Latérale                      |                |            | /l/ l       |                 |          |
| Semi-consonnes                | /w/ w          |            | /j/ y       |                 |          |

### Syllabes
La structure des syllabes est (C)V(C) : cela implique qu’il ne peut pas y avoir plus de deux consonnes consécutives à l’intérieur d’un mot, et qu’un mot ne peut pas commencer ou finir par plus d’une consonne, par exemple vujuwa [vy.t͡ʃy.wa] (« un ») ou qan̄qan̄yis [k͡pʷaŋ.k͡pʷaŋ.jis] (« cuire au four »).
Néanmoins, quelques préfixes tels que l’article n- ou le futur t- sont constituées d’une seule consonne, et peuvent donner lieu à des groupes de deux consonnes en début de mot : n-liqyen [nli.k͡pʷi͡ɛn] (« la femme »), t‑kuy [tkyj] (« il croquera »).

## Grammaire

### Pronoms personnels
Le löyöp distingue quatre nombres ; il fait également la distinction entre le « nous » exclusif et inclusif, mais ne différencie pas les genres (kye peut signifier aussi bien « elle » que « il »).
| Personne | Personne  | Singulier | Duel  | Triel   | Pluriel |
| -------- | --------- | --------- | ----- | ------- | ------- |
| 1re      | inclusive |           | yedō  | yenjöl  | yen     |
| 1re      | exclusive | nö, nōk   | mōmyō | mōmjöl  | kōmōm   |
| 2e       | 2e        | nin̄       | mōyō  | möjöl   | kimi    |
| 3e       | 3e        | kye       | kyeyō | kyeyjöl | kyey    |